# Format ATX
 (novembre 2019).
Si vous disposez d'ouvrages ou d'articles de référence ou si vous connaissez des sites web de qualité traitant du thème abordé ici, merci de compléter l'article en donnant les références utiles à sa vérifiabilité et en les liant à la section « Notes et références ».
Pour les articles homonymes, voir ATX.
Le format ATX (en anglais Advanced Technology Extended) est un facteur de forme de carte mère créé en 1995 par Intel. Il s’agissait de la première modification depuis l’introduction du format AT en 1984, dont il corrige la plupart des défauts. 
Le format BTX, introduit en 2005 par Intel afin de remédier aux défauts du format ATX, n’a pas réussi à le supplanter.
ATX se décline aussi dans des formats plus petits dénommés Mini ATX et Micro ATX destinés notamment aux barebones.

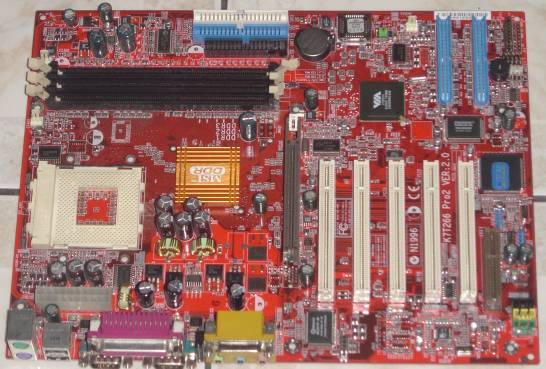
Une carte mère au format ATX

## Dimensions

Dimensions compatibles avec les cartes mères :

Une carte mère ATX mesure 30,5 cm × 24,4 cm.
Une carte mère Flex-ATX mesure 22,9 cm × 19,1 cm.
Une carte mère Micro-ATX mesure 24,4 cm × 24,4 cm.
Une carte mère Mini-ITX mesure 17 cm × 17 cm.
Une carte mère EATX (Extended ATX) mesure 30,5 cm × 33 cm.
Une carte mère AT mesure 35,1 cm x 30,5 cm.

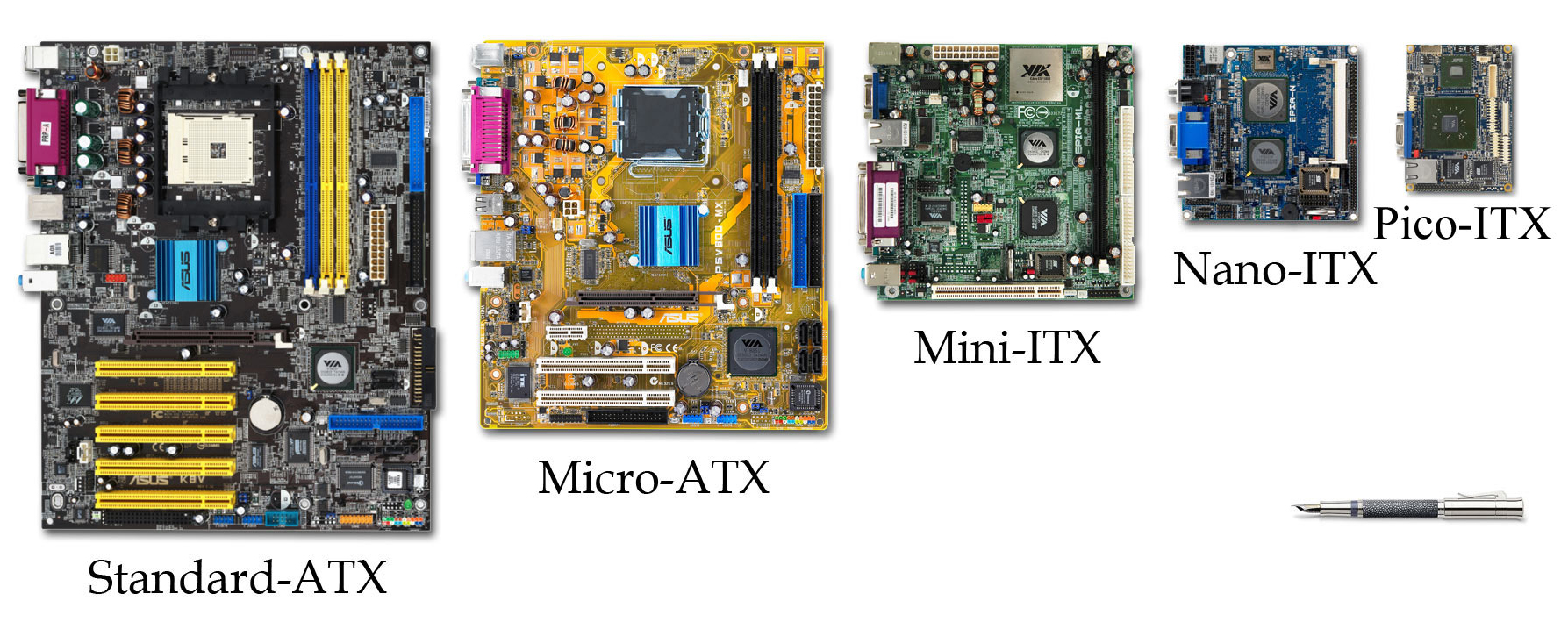
Comparaison de certains facteurs de forme courants des cartes mères (stylo pour échelle)

## Boîtier ATX
C’est aussi le nom du boîtier PC contenant une carte mère ATX, car leurs formats (boîtier et carte mère) sont liés vu que les emplacements des fixations et ouvertures du boîtier doivent être compatibles avec ceux de la carte mère. Il a remplacé l’ancien boîtier Baby AT et bénéficie d’une meilleure ergonomie.

## Principales évolutions
- Le microprocesseur est mieux ventilé parce qu'il est rapproché du bloc d'alimentation afin de bénéficier de l’aspiration de son ventilateur.
- Les cartes d’extension longues ne sont plus gênées par d’autres composants tels que le microprocesseur ou les barrettes de mémoire vive.
- Le bouton d’allumage n’est plus connecté directement à l’alimentation, permettant ainsi d’allumer et d’éteindre l’ordinateur par logiciel.
- Le format du connecteur d’alimentation à la carte mère est modifié, il devient impossible de le brancher à l’envers (grâce à des modifications de type détrompeur). De plus en ATX 2.0, il a été porté de 20 à 24 broches pour supporter le courant nécessaire à l’alimentation des périphériques PCI Express.
- Les connecteurs d’entrées-sorties sont placés sur le bord de la carte, contrairement aux modèles Baby AT où ils sont au centre. En conséquence, cela élimine tous les câbles auparavant nécessaires pour prolonger les connecteurs jusqu’aux ports d’entrées-sorties situés à l’arrière du boîtier.
- La liste des connecteurs standards n’est plus figée, mais juste encadrée par certaines normes, permettant aux constructeurs d’ajouter des connecteurs supplémentaires : réseau, USB, son, vidéo, FireWire, etc.